# 蔚山线
蔚山线（：／ Ulsan seon */?）是位于韩国蔚山南区的一条已废弃的铁路，路线自达里站起始，至也音站终止，在1980年废止。

## 路线资料
- 路线距离：未知
- 轨间距离：1435mm
- 车站数：2
- 复线区间：全线单线
- 电化区间：无

## 历史
- 1952年9月25日：开通路线。
- 1980年8月10日：路线废止。